# Sanssouci
Sanssouci (nemška izgovarjava: [ˈsãːsusi]) je zgodovinska stavba v Potsdamu blizu Berlina. Zgradil jo je pruski kralj Friderik II. Veliki kot svojo poletno palačo in jo pogosto prištevajo med nemške tekmece Versajski palači. Medtem ko je Sanssouci v bolj intimnem rokokojskem slogu in je veliko manjša od svoje francoske baročne dvojnice, je tudi znana po številnih templjih in neumnostih v okoliškem parku. Palačo je zasnoval in zgradil Georg Wenzeslaus von Knobelsdorff med letoma 1745 in 1747, da bi zadostil Friderikovi potrebi po zasebni rezidenci, kjer bi lahko pobegnil od pompa in slovesnosti kraljevega dvora. Ime palače je francoska fraza (sans souci), ki pomeni 'brez skrbi' ali 'brezskrbno', kar poudarja, da je bila palača mišljena kot kraj sprostitve in ne kot sedež moči.
Sanssouci je malo več kot velika enonadstropna vila – bolj podobna Château de Marly kot Versaillesu. Vsebuje le deset glavnih sob in je bila zgrajena na bregu terasastega hriba v središču parka. Vpliv osebnega okusa kralja Friderika na oblikovanje in dekoracijo palače je bil tako velik, da je njen slog označen kot fridericijanski rokoko, njegova čustva do palače pa so bila tako močna, da si jo je zamislil kot »kraj, ki bo umrl«. Zaradi nestrinjanja o mestu palače v parku je bil Knobelsdorff leta 1746 odpuščen. Jan Bouman, nizozemski arhitekt, je dokončal projekt.
V 19. stoletju je palača postala rezidenca Friderika Viljema IV. Najel je arhitekta Ludwiga Persiusa, da je obnovil in povečal palačo, medtem ko je bil Ferdinand von Arnim zadolžen za izboljšanje terena in s tem razgleda iz palače. Mesto Potsdam s svojimi palačami je bilo priljubljeno prebivališče nemške cesarske družine do padca rodbine Hohenzollern leta 1918.
Po drugi svetovni vojni je palača postala turistična atrakcija Vzhodne Nemčije. Po ponovni združitvi Nemčije leta 1990 je bilo Friderikovo truplo vrnjeno v palačo in pokopano v novi grobnici s pogledom na vrtove, ki jih je ustvaril. Sanssouci in njeni obsežni vrtovi so leta 1990 postali svetovna dediščina pod zaščito Unesca; leta 1995 je bila ustanovljena Fundacija pruskih palač in vrtov Berlin-Brandenburg, da bi skrbela za Sanssouci in druge nekdanje cesarske palače v in okolici Berlina. Te palače vsako leto obišče več kot dva milijona ljudi z vsega sveta.

## Etos Sanssoucija
Lokacija in postavitev Sanssoucija nad vinogradi sta odsevali predromantični ideal harmonije med človekom in naravo, v pokrajini, ki jo ureja človeški dotik. Vinarstvo pa naj bi zavzelo drugo mesto pri oblikovanju palače in vrtov za zabavo. Hrib, na katerem je Friderik ustvaril svoj vinograd na terasi, naj bi postal osrednja točka njegove posesti, okronana z novo, a majhno palačo - mein Weinberghäuschen ('moja mala zidanica'), kot jo je imenoval Friderik. S svojimi obsežnimi razgledi na podeželje sredi narave je Friderik želel tam prebivati sans souci ('brez skrbi') in slediti svojim osebnim in umetniškim interesom. Zato je bila palača namenjena uporabi Friderika in njegovih zasebnih gostov - njegova skica (ilustracija) je nakazala uravnotežene apartmaje pour les etrangers in pour le roy - le v poletnih mesecih, od konca aprila do začetek oktobra.
Dvajset let po ustanovitvi Sanssoucija je Friderik v zahodnem delu parka zgradil Novo palačo (Neues Palais). Ta veliko večja palača je bila v neposrednem nasprotju s sproščenim etosom Sanssoucija in je v baročnem slogu svetu razkazovala Friderikovo moč. Zasnova Nove palače je bila namenjena dokazovanju, da so bile zmogljivosti Prusije nezmanjšane kljub skorajšnjemu porazu v sedemletni vojni. Friderik ni skrival svojega namena, novo gradnjo je celo označil za svojo fanfaronnado ('razkazovanje').
Ta koncept velike palače, zasnovane za vtis, je privedel do primerjave palač Potsdama z Versaillesom, pri čemer je bil Sanssouci potisnjen v vlogo enega od Trianonov. Ta analogija, čeprav je lahko razumljiva, ne upošteva prvotnih prednosti koncepta Sanssoucija, palače, za katero sta bila ustvarjena celoten park in okolica. Za razliko od Trianonov Sanssouci ni bil naknadna misel, da bi se izognili večji palači, iz preprostega razloga, ker večja palača ni obstajala v času Sanssoucijeve zasnove; in ko se je to zgodilo, Friderik skoraj nikoli ni ostal v Novi palači, razen ob redkih priložnostih, ko je gostil diplomate, na katere je želel narediti vtis. Res pa je, da je bil Sanssouci mišljen kot zasebni kraj za umik in ne kot razkazovanje moči, moči in arhitekturnih zaslug. Za razliko od Trianonov je bil Sanssouci zasnovan kot celota zase.
Sanssouci je majhen, glavni blok (ali Corps de Logis) pa je ozka enonadstropna enfilada s samo desetimi sobami, vključno s službenim prehodom in sobami za osebje za njimi. Friderikova amaterska skica iz leta 1745 (ilustrirana zgoraj) dokazuje, da je bil njegov arhitekt Knobelsdorff bolj risar v Sanssouciju kot popoln arhitekt. Zdi se, da Friderik ni sprejel nobenih predlogov za spremembo svojih načrtov in je zavrnil Knobelsdorffovo zamisel, da bi morala imeti palača polkletno nadstropje, ki ne bi samo zagotavljalo servisnih prostorov bližje dosegu roke, ampak bi glavne prostore postavilo na dvignjen piano nobile. To bi palači dalo ne le bolj ukazovalno prisotnost, ampak bi tudi preprečilo težave z vlago, h kateri je bila vedno nagnjena. Vendar pa je Friderik želel intimno palačo za bivanje: na primer, namesto da bi se povzpel po velikem številu stopnic, je želel vstopiti v palačo takoj z vrta. Vztrajal je pri stavbi v pritličju, katere podstavek je bil hrib: skratka, to naj bi bila zasebna hiša užitka. Njegova ponavljajoča se tema in zahteva sta bila hiša s tesno povezavo med njenim slogom in svobodno naravo. Glavni prostori, osvetljeni z visokimi vitkimi okni, gledajo proti jugu nad vinograde; severna fasada je vhodno pročelje, kjer sta dve segmentirani korintski stebrišči ustvarili polkrožni cour d'honneur.
V parku, vzhodno od palače, je Galerija slik Sanssouci, zgrajene od 1755 do 1764 pod nadzorom arhitekta Johanna Gottfrieda Büringa. Stoji na mestu nekdanjega rastlinjaka, kjer je Friderik gojil tropsko sadje. Galerija slik je najstarejši obstoječi muzej, zgrajen za vladarja v Nemčiji. Tako kot sama palača je dolga, nizka staba, ki ji dominira osrednji kupolasti lok treh obokov.
Na zahodu so Nove dvorane, zgrajen med letoma 1771 in 1775 kot namestitev za goste, s prostori za zabavo. Stavba navzven zrcali Galerijo slik in tako prispeva k simetriji ansambla Sanssouci.
Po Friderikovi smrti se je začela nova doba, katere vidni znak je bila sprememba arhitekturnih slogov. Neoklasicizem, ki je bil priljubljen drugod po Evropi, a ga je Friderik ignoriral, je zdaj našel pot v Potsdam in Berlin med vladavino novega kralja Friderika Viljema II. Ukazal je zgraditi novo palačo, Marmorpalais, v novem bolj modnem slogu, v Sanssouciju pa je ostal le občasno.
Recepcija in spalnice so bile prenovljene in popolnoma spremenjene takoj po Friderikovi smrti. Friderik Viljem von Erdmannsdorff je prejel naročilo za prenovo. Medtem ko je Friderik med letoma 1763 in 1769 gradil Novo palačo v baročnem slogu, je Erdmannsdorff, zagovornik novega neoklasicističnega sloga, v parku Wörlitz zgradil Schloss Wörlitz, prvo neoklasicistično palačo v Nemčiji. Zaradi njegovega vpliva je Sanssouci postala prva palača v Potsdamu in Berlinu, ki je bila preurejena z neoklasicistično notranjostjo. Leta 1797 je Friderika Viljema II. nasledil Friderik Viljem III. Pruski; Sanssouci je obiskoval še redkeje kot njegov oče, poletne mesece je raje preživljal v palači Paretz ali na Pfaueninsel v Berlinu.

## Arhitektura
Ni bilo naključje, da je Friderik za Sanssouci izbral rokokojski slog arhitekture. Lahkoten, skoraj muhast slog, ki je bil takrat v modi, je natančno ustrezal lahkotnim namenom, za katere je potreboval ta umik. Rokokojski slog umetnosti se je v Franciji pojavil v zgodnjem 18. stoletju kot nadaljevanje baročnega sloga, vendar so ga v nasprotju s težjimi temami in temnejšimi barvami baroka zaznamovali razkošje, gracioznost, igrivost in lahkotnost. Motivi rokokoja so se osredotočali na brezskrbno aristokratsko življenje in na lahkotno romantiko, ne pa na junaške bitke in verske osebe. Prav tako se vrtijo okoli naravnih in zunanjih okolij; to je spet ustrezalo Friderikovemu idealu narave in oblikovanja v popolni harmoniji. Palača je bila dokončana tako, kot je Friderik predvideval v svojih predhodnih skicah.
Palača ima enonadstropni glavni blok z dvema bočnima stranskima kriloma. Stavba zavzema skoraj celotno zgornjo teraso. Morebitno monotonost fasade razbije osrednji lok, katerega kupola se dviga nad štirikapno streho, z imenom palače, zanimivo, napisanim z vejico in piko, tj. Sans, Souci— na njej s pozlačenimi bronastimi črkami. Sekundarni stranski krili na sprednji strani vrta zastirata dve simetrični vrsti dreves, od katerih se vsaka konča v prostostoječih rešetkah, bogato okrašenih s pozlačenimi okraski.
Vrt pred palačo krasijo izrezljani atlanti in kariatide; združeni v parih med okni, se zdi, da podpirajo zgornjo balustrado. Te figure obeh spolov, izdelane v peščenjaku, predstavljajo Bakante, spremljevalce boga vina Bakha, in izvirajo iz delavnice kiparja Friedricha Christiana Glumeja. V isti delavnici so nastale vaze na balustradi in skupine kerubov nad okni kupole.
Nasprotno pa je severna vhodna fasada bolj zadržana. Segmentirana stebrišča z 88 korintskimi stebri – dva globoka – se vijejo navzven od stavbe palače, da obdajajo polkrožni cour d'honneur. Tako kot na južni strani okrasi balustrada z vazami iz peščenjaka streho glavnega korpusa logov.
Corps de logis obkrožata dve sekundarni krili, ki zagotavljata velike službene namestitve in domače pisarne, potrebne za služenje monarhu iz 18. stoletja, tudi ko se umika od sveta. V Friderikovem času so bila ta enonadstropna krila prekrita z listjem, da bi zakrili njihov vsakdanji namen. V vzhodnem traktu so bili prostori za tajnike, vrtnarje in služabnike, v zahodnem traktu pa palačna kuhinja, hlevi in remis (garaža za kočije).
Friderik je redno zasedal palačo vsako poletje vse svoje življenje, toda po njegovi smrti leta 1786 je ostala večinoma prazna in zanemarjena do sredine 19. stoletja. Leta 1840, 100 let po Friderikovem nastopu na prestol, sta se v sobe za goste preselil njegov pranečak Friderik Viljem IV. in njegova žena. Kraljevi par je ohranil obstoječe pohištvo in nadomestil manjkajoče kose s pohištvom iz Friderikovega časa. Sobo, v kateri je umrl Friderik, so nameravali povrniti v prvotno stanje, vendar ta načrt zaradi pomanjkanja verodostojnih dokumentov in načrtov ni bil nikoli izveden. Toda fotelj, v katerem je Friderik umrl, je bil leta 1843 vrnjen v palačo.
Friderik Viljem IV., risar, ki ga zanimata tako arhitektura kot krajinsko vrtnarjenje, je palačo preoblikoval iz zatočišča svojega samotnega prastrica v popolnoma delujočo in modno podeželsko hišo. Mala službena krila so povečali med letoma 1840 in 1842. To je bilo potrebno, ker je Friderik, medtem ko je filozofiral in igral glasbo v Sanssouciju, rad živel skromno brez sijaja. Ko se je staral, se je njegova skromnost razvila v skopuštvo. Zunanje fasade ni dovolil popravljati in je le z velikim zadržkom dovolil v prostore. To je bilo pripisano njegovi želji, da bi Sanssouci trajal le do konca njegovega življenja.
Dodatki so vključevali medetažo obeh traktov. Kuhinjo so preselili v vzhodni trakt. Majhna vinska klet Friderika Velikega je bila povečana, da bi zagotovila dovolj shramb za povečano gospodinjstvo, medtem ko so v novem zgornjem nadstropju zagotovili spalnice za osebje.
Zahodno krilo je postalo znano kot 'Žensko krilo' in je nudilo nastanitev za dvorjane in goste. To je bila običajna ureditev v gospodinjstvih sredi 19. stoletja, ki so pogosto imela ustrezen Bachelor's Wing za neporočene moške goste in člane gospodinjstva. Sobe so bile okrašene z zapletenimi boiserie, opaži in tapiserijami. Ta nova nastanitev za ženske je bila ključnega pomena: zabava v Sanssouciju je bila minimalna med vladavino Friderika Velikega in znano je, da se tam nikoli niso zabavale ženske, zato zanje ni bilo nobenih prostorov. Friderik se je leta 1733 poročil z Elisabeth Christine iz Brunswick-Beverna, vendar se je ločil od svoje žene po njegovem pristopu na prestol leta 1740. Kraljica je po ločitvi prebivala sama v palači Schönhausen v Berlinu in Friderik je imel Sanssouci raje kot sans femmes (brez žensk).

## Notranjost palače
V baročni tradiciji so glavne sobe (vključno s spalnicami in stranišči) vse na piano nobile, ki je bil v Sanssouciju pritličje po Friderikovi izbiri. Medtem ko imajo sekundarna krila zgornja nadstropja, corps de logis, ki ga zaseda kralj, zavzema celotno višino zgradbe. Tudi pri razporeditvi prostorov je bilo na prvem mestu udobje. Palača izraža sodobno francosko arhitekturno teorijo v svojih apartmajskih dvojnih idealih dvornega udobja, ki obsega dve vrsti sob, eno za drugo. Glavni prostori so obrnjeni proti vrtu, proti jugu, medtem ko so prostori za služabnike v nizu zadaj na severni strani stavbe. Dvoposteljni apartma je torej sestavljen iz glavne sobe in sobe za služabnike. Vrata povezujejo stanovanja med seboj. Razporejene so kot enfilada, tako da je mogoče na prvi pogled oceniti celotno notranjo dolžino palače.
Friderik je skiciral svoje zahteve glede dekoracije in postavitve, te skice pa so interpretirali umetniki, kot so Johann August Nahl, brata Hoppenhaupt, brata Spindler in Johann Melchior Kambly, ki niso le ustvarjali umetniških del, ampak so okrasili prostore v rokokoju. Medtem ko Frideriku ni bilo mar za bonton in modo, je želel biti obkrožen s čudovitimi predmeti in umetninami. Svoja zasebna stanovanja si je uredil po lastnem okusu in potrebah, pri čemer se pogosto ni oziral na trenutne trende in modo. Te 'samokompozicije' v rokokojski umetnosti so vodile do izraza fridericijanski rokoko.
Glavni vhodni prostor, sestavljen iz dveh dvoran, 'Vhodne dvorane' in 'Marmorne dvorane', je v središču in tako zagotavlja skupne prostore za zbiranje gostov in dvorišče, medtem ko glavne sobe, ki obkrožajo Marmorno dvorano, postopoma postajajo bolj intimne in zasebne, v tradiciji baročnega koncepta svečanih dvoran. Tako je bila Marmorna dvorana glavna sprejemna soba pod osrednjo kupolo. Pet sob za goste je mejilo na Marmorno dvorano na zahodu, medtem ko so kraljevi apartmaji ležali na vzhodu - soba za avdience, glasbena soba, delovna soba, spalnica, knjižnica in dolga galerija na severni strani.
V palačo se praviloma vstopa skozi vhodno vežo, kjer se je zadržana oblika klasičnega zunanjega stebrišča nadaljevala v notranjost. Stene pravokotne sobe so bile razdeljene z desetimi pari korintskih stebrov iz belega štukatnega marmorja s pozlačenimi kapiteli. Trije reliefi nad vrati s temami iz mita o Bakhu so odsevali vinogradniško temo, ustvarjeno zunaj. Georg Franz Ebenhech je bil odgovoren za pozlačene štukature. Strogo klasično eleganco je razbremenil poslikan strop švedskega slikarja Johanna Harperja, ki prikazuje boginjo Floro s svojimi spremljevalci, ki mečejo rože z neba.
Belo-zlata ovalna Marmorsaal ('Marmorna dvorana'), kot glavna sprejemna soba, je bila prizorišče praznovanj v palači, in jo je okronala kupola. Bel carrarski marmor je bil uporabljen za parne stebre, nad katerimi štukature bingljajo z nogami na vencu. Kupola je bela s pozlačenim ornamentom, tla pa so iz intarzije iz italijanskega marmorja, vstavljene v razdelke, ki se širijo iz osrednjega rešetkastega ovala. Tri ločna okna gledajo na vrt; nasproti njiju sta v dveh nišah, ki obkrožata vrata, figuri Venere Uranije, boginje svobodne narave in življenja, in Apolona, boga umetnosti, delo francoskega kiparja Françoisa Gasparda Adama, kar je vzpostavilo ikonografijo Sanssoucija kot kraja, kjer se umetnost je bila združena z naravo.
Sosednja soba je služila tako kot soba za avdience in kot jedilnica. Okrašena je s slikami francoskih umetnikov iz 18. stoletja, med njimi Jean-Baptiste Pater, Jean François de Troy, Pierre-Jacques Cazes, Louis Silvestre in Jean-Antoine Watteau. Vendar pa so tudi tukaj, tako kot v večini prostorov, izrezljani putti, rože in knjige na nadstrešnih reliefih delo Glumeja, stropne poslikave pa poudarjajo rokokojski duh palače. Ta razkošna oblika okrasja rokokoja, rocaille, je bila v izobilju uporabljena na stenah in stropu v glasbeni sobi. Velik del dela je ustvaril kipar in dekorater Johann Michael Hoppenhaupt (starejši). Fortepiano iz leta 1746 Gottfrieda Silbermanna, ki je nekoč pripadal Frideriku Velikemu, ostaja kot nostalgičen opomin na prvotni namen sobe.
Kraljeva delovna soba in spalnica, ki ju je po Friderikovi smrti leta 1786 preoblikoval Friderik Viljem von Erdmannsdorff, sta zdaj v neposrednem nasprotju s prostori v rokokoju. Tukaj zdaj vladajo čiste in preproste linije klasicizma. Toda Friderikova miza in fotelj, v katerem je umrl, so sredi 19. stoletja vrnili v sobo. Tudi portreti in nekoč manjkajoči kosi pohištva iz Friderikovega časa so bili zamenjani.
Krožna knjižnica je odstopala od prostorske strukture francoske palačne arhitekture. Soba je skoraj skrita, dostopna skozi ozek prehod iz spalnice, kar poudarja njen zasebni značaj. Cedrovina je bila uporabljena za obloge sten in knjižne police z nišami. Harmonični odtenki rjave barve, obogateni z bogatimi zlatimi ornamenti Rocaille, naj bi ustvarili mirno vzdušje.
Knjižne omare so vsebovale približno 2100 knjig grških in rimskih spisov in zgodovinopisij ter tudi zbirko francoske književnosti 17. in 18. stoletja z velikim poudarkom na Voltairovih delih. Knjige so bile vezane v rjavo ali rdeče kozje usnje in bogato pozlačene.
Severno obrnjena galerija je gledala na preddverje. Friderik je tudi tu odstopil od francoske zasnove prostorov, ki bi na tem mestu postavila servisne prostore. V notranjo steno te dolge sobe so bile niše, v katerih so bile marmornate skulpture grško-rimskih božanstev. Pet oken, ki se izmenjujejo s stekli na zunanji steni, odsevajo slike Nicolasa Lancreta, Jean-Baptista Patra in Antoina Watteauja, obešene med nasprotnima nišama.
Na zahodu so bile sobe za goste, v katerih so bili nastanjeni tisti kraljevi prijatelji, ki so veljali za dovolj intimne, da so bili povabljeni v to najbolj zasebno od njegovih palač. Dva Friderikova obiskovalca sta bila dovolj ugledna in pogosta, da so sobe, ki sta jih zasedala, poimenovali po njima. Soba Rothenburg je poimenovana po grofu Rothenburgu, ki je v svoji krožni sobi živel do svoje smrti leta 1751. Ta soba arhitekturno uravnoteži palačo s knjižnico. Voltairovo sobo je filozof med svojim bivanjem v Potsdamu med letoma 1750 in 1753 pogosto zasedal. Voltairova soba je bila izjemna zaradi svoje dekoracije, zaradi česar je dobila alternativno ime 'Cvetlična soba'. Na rumeno lakirano stensko ploščo so bile nameščene pisane, bogato okrašene lesene rezbarije. Opice, papige, žerjavi, štorklje, sadje, rože, venci so prostoru dali vesel in naraven značaj. Johann Christian Hoppenhaupt (mlajši) je sobo zasnoval med letoma 1752 in 1753 po skicah Friderika.

## Terasasti vrtovi
Panoramski razgled na vrt Sanssouci je rezultat odločitve Friderika Velikega, da ustvari terasasti vinograd na južnem pobočju gričevja Bornstedt. Območje je bilo prej gozdnato, vendar so bila drevesa posekana med vladavino vojaka-kralja Friderika Viljema I., da bi se mesto Potsdam lahko razširilo.
10. avgusta 1744 je Friderik ukazal preurediti golo pobočje v terasaste vinograde. Ustvarjene so bile tri široke terase s konveksnimi središči za čim večjo sončno svetlobo (glej načrt). Na predelnih stenah nosilnih sten je opečni zid predrt s 168 zastekljenimi nišami. Ob opečnem zidu so bile posajene pletene vinske trte iz Portugalske, Italije, Francije in tudi iz bližnjega Neuruppina, v nišah pa so rasle fige. Posamezni deli terase so bili nadalje razdeljeni s tratnimi pasovi, na katerih so bile posajene tise. Nizka zabojna ograja je obkrožala rešetkasto sadje in tvorila okrogel okrasni parter. V sredini tega 'kolesa' je navzdol vodilo 120 stopnic (zdaj 132), ki so teras delile na šest.
Pod hribom je bil leta 1745 zgrajen baročni okrasni vrt, oblikovan po parterju v Versaillesu. Veliki vodnjak je bil zgrajen v središču tega vrta leta 1748. Friderik nikoli ni videl igranja vodnjaka, ker inženirji, zaposleni pri gradnji, niso imeli veliko razumevanje za zapleteno hidravliko. Od leta 1750 so okoli bazena vodnjaka postavljali marmornate kipe. Tudi to je bila funkcija, kopirana iz Versaillesa: figure Venere, Merkurja, Apolona, Diane, Junone, Jupitra, Marsa in Minerve, pa tudi alegorične upodobitve štirih elementov Ognja, Vode, Zraka in Zemlje. Venera in Merkur, dela kiparja Jeana Baptista Pigalla, ter dve skupini lovcev, alegorije elementov (vetra in vode) Lamberta Sigisberta Adama, je predstavil lastnik Versaillesa, francoski kralj Ludvik XV. Preostale figure so prišle iz delavnice Françoisa Gasparda Adama, priznanega kiparja v Berlinu. Do leta 1764 je bil francoski Rondel, kot je postal znan, dokončan.
V bližini je bil kuhinjski vrt, ki ga je uredil Friderik Viljem I. nekje pred letom 1715. Vojaški kralj je temu preprostemu vrtu v šali dal ime 'Moja Marly' glede na zelo podoben vrt v poletni rezidenci Ludvika XIV. v Marly-le-Roi.
Friderik je v svojih načrtih za ozemlje dal velik pomen kombinaciji okrasnega in praktičnega vrta, s čimer je dokazal svoje prepričanje, da je treba umetnost in naravo združiti.

## Park
Po terasiranju vinograda in dokončanju palače se je Friderik posvetil urejanju širše okolice palače in tako začel ustvarjati park Sanssouci. V svoji organizaciji parka je Friderik nadaljeval, kar je začel v Neuruppinu in Rheinsbergu. Postavljena je bila ravna glavna avenija, na koncu dolga 2,5 km, ki se začne na vzhodu pri obelisku iz leta 1748 in se z leti razširi do Nove palače, ki označuje njen zahodni konec.
V nadaljevanju hortikulturne tematike terasastih vrtov je bilo v parku zasajenih 3000 sadnih dreves ter postavljeni rastlinjaki in drevesnice, ki pridelujejo pomaranče, melone, breskve in banane. Postavljeni so bili tudi kipi in obeliski z upodobitvami boginj Flore in Pomone. Friderik je dal postaviti več templjev in dvorcev v istem rokoko slogu kot sama palača. Nekatere so bile majhne hiše, ki so nadomestile pomanjkanje sprejemnih prostorov v sami palači.
Friderik je veliko vložil v zaman poskus uvedbe sistema vodnjakov v parku Sanssouci, s čimer je poskušal posnemati druge velike baročne vrtove v Evropi. Hidravlika na tej stopnji je bila še v povojih in kljub gradnji črpalk in rezervoarjev so fontane v Sanssouciju ostale tihe in mirne naslednjih 100 let. Iznajdba parnega pogona je težave rešila stoletje kasneje in tako je rezervoar končno izpolnil svoj namen. Približno leta 1842 se je pruska kraljeva družina končno lahko čudila takšnim značilnostim, kot je Veliki vodnjak pod terasami vinogradov, ki je bruhal vodne curke do višine 38 metrov. Samo črpališče je postalo še en vrtni paviljon, preoblečen v turško mošejo, njen dimnik pa je postal minaret.
Park je bil razširjen pod Friderikom Viljemom III., kasneje pa pod njegovim sinom Friderikom Viljemom IV. Arhitekta Karl Friedrich Schinkel in Ludwig Persius sta zgradila palačo Charlottenhof v parku na mestu nekdanje kmečke hiše, Peter Joseph Lenné pa je bil naročen za zasnovo vrta. Široki travniki so ustvarili vizualne avenije med Charlottenhofom, Rimskimi termami in Novo palačo ter vključili neumnosti, kot je tempelj prijateljstva Friderika Velikega.

## Zgodovina po prvi svetovni vojni
Po prvi svetovni vojni in kljub koncu nemške monarhije je palača ostala v lasti rodbine Hohenzollern. Sčasoma je 1. aprila 1927 je prešla pod zaščito pruske Verwaltung der Staatlichen Schlösser und Gärten (Uprave narodnih palač in vrtov).
Ko so se v drugi svetovni vojni začeli zračni napadi na Berlin, so bile najpomembnejše umetnine nekdanjih cesarskih palač premeščene na varno v Rheinsberg (Brandenburg) in Bernterode (blizu Worbisa, Turingija). Struktura palače je ostala nepoškodovana kljub hudim bojem v bližini leta 1945, toda starodavni mlin na veter, ki ga je Friderik ohranil v parku, da bi dodal rustikalni čar, je bil uničen.
Po koncu vojne je bila večina predmetov, ki so bili premaknjeni v Rheinsberg, preneseni kot nagrada v Sovjetsko zvezo; le majhen del je bil vrnjen v palačo leta 1958. Umetniška dela iz Bernterodeja, ki so jih našli ameriški vojaki, so bila najprej odpremljena v Wiesbaden v Central Art Collecting Point in leta 1957 odšla v palačo Charlottenburg v Zahodnem Berlinu.
V primerjavi s številnimi podobnimi stavbami se je palača v skoraj 50 letih pod komunistično jurisdikcijo v Vzhodni Nemčiji dobro odrezala. Cerkev sv. Odrešenika v Sacrowu in središče Potsdama sta bila zanemarjena, del zgodovinskega središča Potsdama pa je bil porušen. Mestna palača v Potsdamu, ki vsebuje Knobelsdorffova arhitekturna dela, je bila porušena leta 1960, vendar je Sanssouci preživel nepoškodovan in vzhodnonemška vlada si je prizadevala, da bi Sanssouci uvrstili na seznam svetovne dediščine. To je bilo doseženo leta 1990 z naslednjim citatom:
Palača in park Sanssouci, ki ju pogosto imenujejo pruski Versailles, sta sinteza umetniških gibanj 18. stoletja v mestih in na dvorih Evrope. Ta ansambel je edinstven primer arhitekturnih stvaritev in oblikovanja krajine v ozadju intelektualnega ozadja monarhičnih idej o državi.
Leta 1991, po ponovni združitvi Nemčije, je bila Friderikova skrinjica pokopana na terasi vinograda v Sanssouciju – v še vedno obstoječi kripti, ki jo je tam zgradil – po temi, brez pompa, v skladu z njegovo voljo.
Frederickova knjižnica je bila leta 1992 vrnjena v svoj nekdanji dom v Sanssouciju. Med letoma 1993 in 1995 je sledilo 36 oljnih slik. Leta 1995 je bila ustanovljena Fundacija pruskih palač in vrtov v Berlinu-Brandenburgu. Naloga organizacije je upravljanje in skrb za Sanssouci in druge nekdanje kraljeve palače v Berlinu in Brandenburgu.